# Maria Cristina Vilanova
Pour les articles homonymes, voir Vilanova.
Doña María Cristina Vilanova Castro de Árbenz, née le 27 avril 1915 à San Salvador et morte le 5 janvier 2009 à San José, a été Première dame du Guatemala de 1951 à 1954, en tant qu'épouse du président, Jacobo Árbenz Guzmán.

## Biographie

### Enfance
Vilanova de Arbenz est née à San Salvador en 1915, où ses parents appartenaient à la classe supérieure de la population. Son père, José Antonio Vilanova Kreitz est un cultivateur de café originaire de Bavière. Elle a reçu une éducation privilégiée dans des institutions européennes d'élite. 
Son père, fervent anticommuniste, fut impliqué dans le massacre des paysans salvadoriens de 1932. Cela marquera beaucoup la personnalité de Vilanova, qui eut de fréquentes discussions avec son père sur les questions politiques.

### Mariage
Pendant un voyage en famille au Guatemala à l'occasion de la Feria de Flores, elle rencontra le colonel Arbenz alors cadet de l'École polytechnique. Dans ses mémoires, elle décrit leur rencontre comme un « coup de foudre » et leur premier rendez-vous, remontant la sixième avenue dans le centre historique de Guatemala. Après son retour au Salvador, ils gardèrent contact par courrier et téléphone.
Le 14 mars 1939, ils se marièrent dans la chapelle de Sagragio de la cathédrale Saint-Jacques de Guatemala, lui vêtu de son uniforme de cadet et elle habillée de blanc. Le couple aura 3 enfants : Arabella, Leonora et Jacobo Jr. En 1943, Àrbenz est promu au grade de capitaine de la Cadet Knight Company.
Après l'accession au pouvoir de son époux en 1944, elle s'implique dans les affaires du pays, visitant les victimes de l'insurrection ayant porté son époux au pouvoir. En novembre 1944, elle rencontra Eleanor Roosevelt, alors Première dame des États-Unis dans le cadre d'une mission diplomatique. Elle facilita aussi l'adoption du droit de vote des femmes alphabétisées.
En 1950, Àrbenz se présenta à l'élection présidentielle (en) qu'il remporta. Vilanova a été la première épouse d'un président guatémaltèque à assister à toutes ses sorties publiques, et à tenir un rôle actif dans la vie sociale du pays. Elle a été souvent comparée à Eva Perón étant donné qu'elle était aussi une féministe avec une forte influence sur la gouvernance de son mari. Ils ont été accusés de sympathies pour le communisme, et d'avoir eu une influence sur lui pendant leur exil.

### Exil
En 1954, Àrbenz démissionna de son poste de président et se réfugia avec sa famille à l'ambassade du Mexique de Guatemala pendant 73 jours. La famille partit en exil au Mexique puis au Canada et enfin en Suisse.

### Dernières années et mort
Après le suicide de sa fille Arabella en 1965 et la mort de son époux en 1971, Maria Christina Vilanova s'envola pour le Salvador pour reprendre l'entreprise familiale. Elle exigera en 1995 que les restes de son époux rentrent au Guatemala et ira même jusqu'à poursuivre le gouvernement guatémaltèque pour violation des droits de l'homme.
Elle mourut en 2009 à San José (Costa Rica) et fut enterrée au cimetière général de Guatemala auprès de son époux.